# 水地湾乡
水地湾乡是中国陕西省榆林市子洲县下辖的一个乡。

## 行政区划
水地湾乡下辖以下行政区：
后湾村、前湾村、官常山村、野狐峁村、魏罗湾村、唐渠村、米家墕村、梁家沟村、杨兴庄村、石垛坪村、老石磕村、王龙山村、芮则坬村、王家墕村、麦地山村、四合坪村、白台村、韩坪村、杏咀沟村、风翅圪塔村、李家寨村